# Phyllonorycter connexella
Phyllonorycter connexella là một loài bướm đêm thuộc họ Gracillariidae. Nó được tìm thấy ở Fennoscandia to Pyrenees và Ý và from Pháp to central Nga và Ukraina.
Ấu trùng ăn Populus alba, Populus x canadensis, Populus nigra, Populus nigra cv. Italica, Salix alba, Salix fragilis, Salix pentandra và Salix purpurea. Chúng ăn lá nơi chúng làm tổ. They create a lower-surface tentiform mine, usually between two side veins. There is one strong lengthwise fold. The pupa is made in a cocoon. The frass is incorporated in the sides of the cocoon.